# Kőristanya
Kőristanya (románul Chiriş) falu Romániában, Kolozs megyében. Közigazgatásilag Gyeke községhez tartozik.

## Fekvése
A  Mezőség északnyugati részén helyezkedik el. Vasasszentgothárd irányából a DJ 161G, Omboztelke irányából a DJ 161K megyei úton közelíthető meg.

## Története
1817-ben a falu központjában a görögkatolikus hívek kis fatemplomot építettek Szent Mihály és Gábriel arkangyalok tiszteletére. 1878-ban felújították, 1923-ban Mezőkeszünek ajándékozták a felszerelés egy részével együtt. 1923-ban kőtemplom épült, amelyet 1965-ben haranggal láttak el. A Szent Illés prófétának szentelt új ortodox templom 1994–1999 között épült.
A falu 1956 előtt Vasasszentgothárd része volt. 1956-ban 245, 1992-ben 117 lakosa volt, valamennyien románok.